# AdvFS
AdvFS源自於迪吉多為Tru64 UNIX作業系統開發的檔案系統。AdvFS是一個使用GPL協議條款授權的開源項目。

## 歷史
2002年惠普公司收購康柏電腦後，曾嘗試把AdvFS移植至HP-UX作業系統。
2015年惠普公司在USENIX 統協會 FAST15座談會公佈基於AdvFS的Linux檔案系統，新增了檔案資料原子性更新的功能。

## 設計文件
AdvFS內部設計文件 （AdvFS Design Docs）一同被惠普放出，包括AdvFS設計理念和AdvFS移植至HP-UX作業系統的經驗：
- The New Hitchhiker's Guide to Tru64's AdvFS
- DirectIO for AdvFS - Design Specification

## 外部連結
- AdvFS開放原始碼計劃主頁（页面存档备份，存于）